# Triplectides gonetalus
Triplectides gonetalus là một loài Trichoptera trong họ Leptoceridae. Chúng phân bố ở miền Australasia.